# Torre Civica (Città di Castello)
Pour l’article homonyme, voir Torre Civica.

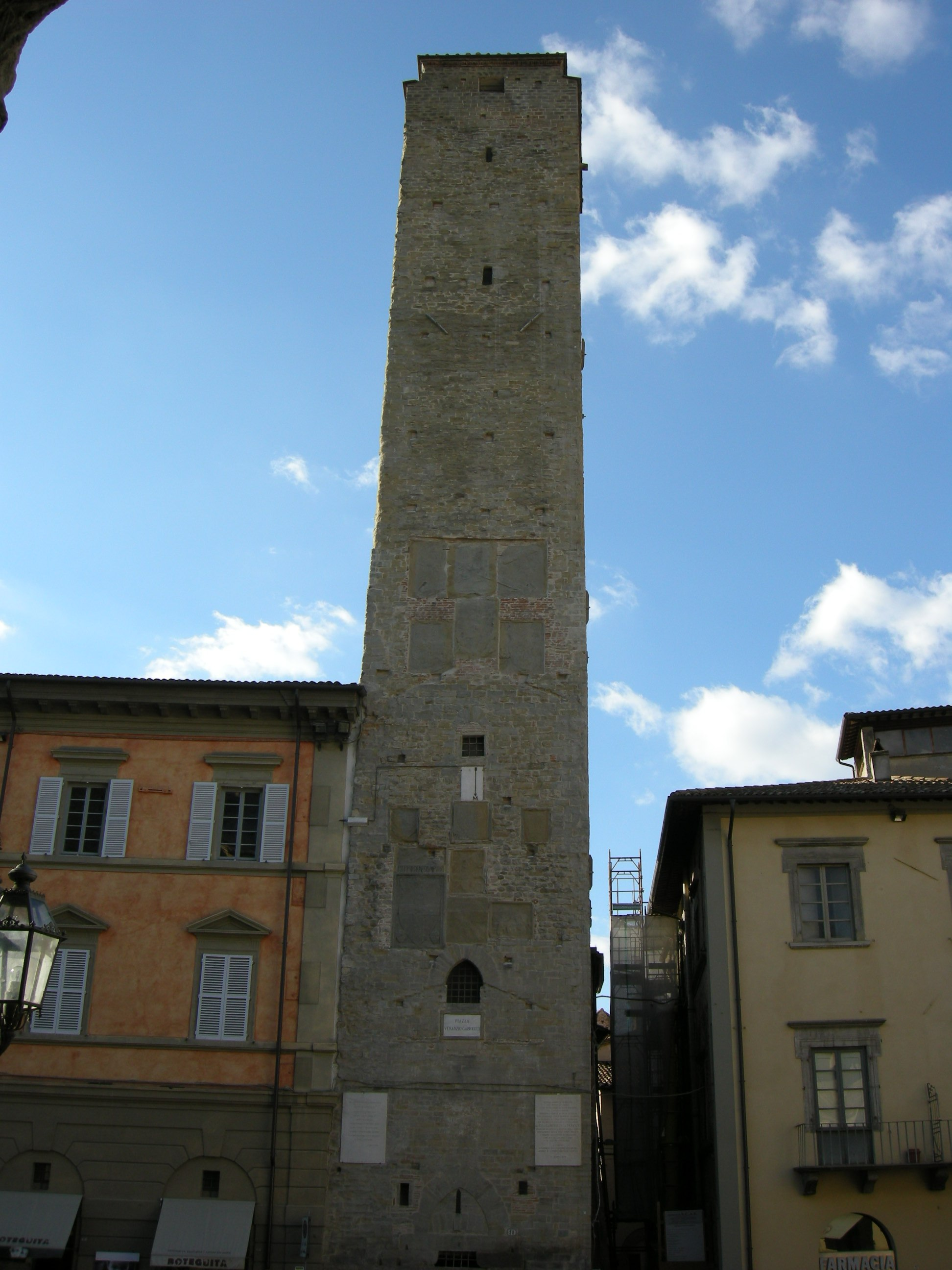

Le Torre Civica  ou Torre del Vescovo est une ancienne tour de guet et prison de Città di Castello dans la province de Pérouse en Ombrie (Italie), dont la construction remonte au XIIIe siècle.

## Historique
La Torre civica, symbole du pouvoir communal, a été construite au XIIIe siècle sur la Piazza Gabriotti,  juste en face du Palazzo dei Priori ; elle a aussi servi de prison. 
Elle est aussi connue comme Torre del Vescovo (« tour de l'évêque ») car elle est adjacente au palais de l'évêché plusieurs fois reconstruit avant d'atteidre sa forme actuelle qui date du XVIIIe siècle.
En 1397 une des premières horloges publiques y fut apposée.
La Torre Civica di Città di Castello possède un écart « à plomb » d'environ 70 cm ce qui fait que l'édifice arrive à ses limites d'équilibre. Les secousses sismiques de mars 2007 ont encore aggravé la situation ce qui a nécessité une rapide intervention pour stabiliser la tour par injection de résine pour compacter le terrain du sous-sol afin d'en diminuer la sensibilité à l'affaissement.

## Architecture
La Torre Civica est une tour totalement en pierre qui présente une structure d'une hauteur d'environ 40 m sur une base carrée de 7 m. Elle conserve sur ses murs des blasons en pierre et à son entrée les traces de la fresque que les prieurs ont commissionnée à Luca Signorelli en 1474.
La Tour est visitable jusqu'à son sommet duquel on peut observer le centre de la ville historique, la collina della Montesca ainsi que sur la vallata altotiberina.

## Sources
- Voir liens externes